# Tetradium trichotomum
Tetradium trichotomum är en vinruteväxtart som beskrevs av João de Loureiro. Tetradium trichotomum ingår i släktet falskt korkträd (släktet), och familjen vinruteväxter. Inga underarter finns listade i Catalogue of Life.